# Сухий Яланчик
Сухий Яланчик (мало назву Середній Яланчик) — річка в Україні, права притока Мокрого Яланчика. Басейн Азовського моря. Довжина 77 км. Площа водозбірного басейну 515 км². Похил 1,0 м/км. Долина V-подібна, завширшки до 3 км. Заплава шириною до 200 м. Річище звивисте, шириною до 10 м. Використовується на зрошування, риборозведення.
Бере початок біля смт Войковський. Перетинає Донецький кряж та Приазовську височину. Тече територією Амвросіївського району Донецької області, Матвієво-Курганському й Неклинівському районі Ростовської області Росії.

## Притоки
- Балка Павлівська (права); Балка Кошарна, Балка Феропонська (ліві).